# Freundschaftsspiel
Ein Freundschaftsspiel oder Testspiel ist eine sportliche Spielpaarung, die in keine offizielle Wertung einfließt.
Beim Fußball werden Freundschaftsspiele oft zur Vorbereitung einer Saison oder während der Winterpause und anderen Spielpausen gespielt. Auf Nationalmannschaftsebene finden Freundschaftsspiele in der Regel während der Qualifikation an „spielfreien“ Terminen oder zur Vorbereitung auf Turniere (wie Europameisterschaft und Weltmeisterschaft) statt. Diese nehmen dabei eine um ein Vielfaches höhere Bedeutung als die kaum dokumentierten Testspiele von Vereinen ein, fließen in die Länderspielstatistik der teilnehmenden Spieler ein und finden oftmals auch als prestigeträchtige Duelle gegen starke Gegner statt.
Auch in anderen Mannschaftssportarten wie etwa Eishockey und Basketball werden aus denselben Gründen in Saisonpausen oder zwischen zwei Spielzeiten Freundschaftsspiele durchgeführt. Häufig wird synonym der Begriff „Testspiel“, manchmal auch „Privatspiel“ verwendet. Freundschaftsspiele werden öfter aus pekuniären Motiven durchgeführt (Antrittsprämie für höherrangige Mannschaften, Erschließung neuer Märkte durch Freundschaftsspiele im Ausland etc.). Auch werden Freundschaftspartien als Abschiedsspiele verdienter Spieler vereinbart. Da es bei diesen Spielen nicht um die offizielle Wertung geht, nutzen viele Mannschaften Freundschaftsspiele, um angeschlagene Spieler zu schonen oder unerfahreneren Spielern Spielpraxis zu geben. Meistens geht es aus diesem Grund in diesen Partien fairer zu als in Meisterschaftsspielen.
Eine besondere Form bilden so genannte „Pflichtfreundschaftsspiele“. Diese gehen zwar auch nicht in die offizielle Wertung ein, die Mannschaften sind jedoch verpflichtet, an diesen Spielen teilzunehmen. So existieren in manchen Sportverbänden richtige Ligen, in denen nur Pflichtfreundschaftsspiele ausgetragen werden. Im Amateur- und Nachwuchssport ist es üblich, im Laufe der Saison „nachgemeldete“ Mannschaften außer Wertung spielen zu lassen. Die Spiele gegen diese Mannschaften gelten dann ebenfalls als Pflichtfreundschaftsspiele.
Im E-Sport nennt man das Freundschaftsspiel Friendly War oder Fun War.
Freundschaftsspiele für einen guten Zweck bezeichnet man als Benefizspiele.